# Castelo de Criccieth

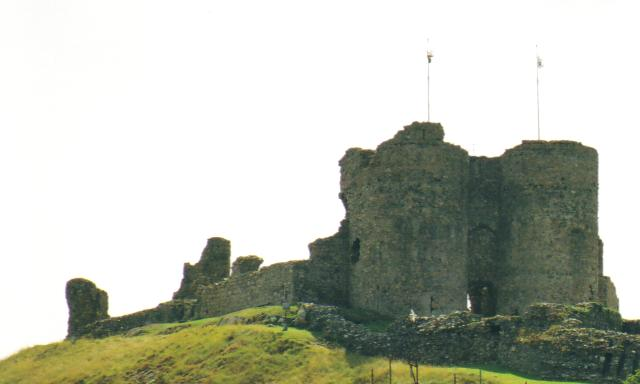
Vista geral do Castelo de Criccieth, País de Gales

O Castelo de Criccieth (em galês: Castell Cricieth; em inglês: Criccieth Castle) é um castelo situado num promontório entre duas praias em Criccieth, Venedócia, no Norte de Gales, numa península rochosa dominando a Baía de Tremadog. Encontra-se classificado como um listed building com o Grau I desde 8 de fevereiro de 1949.

## História

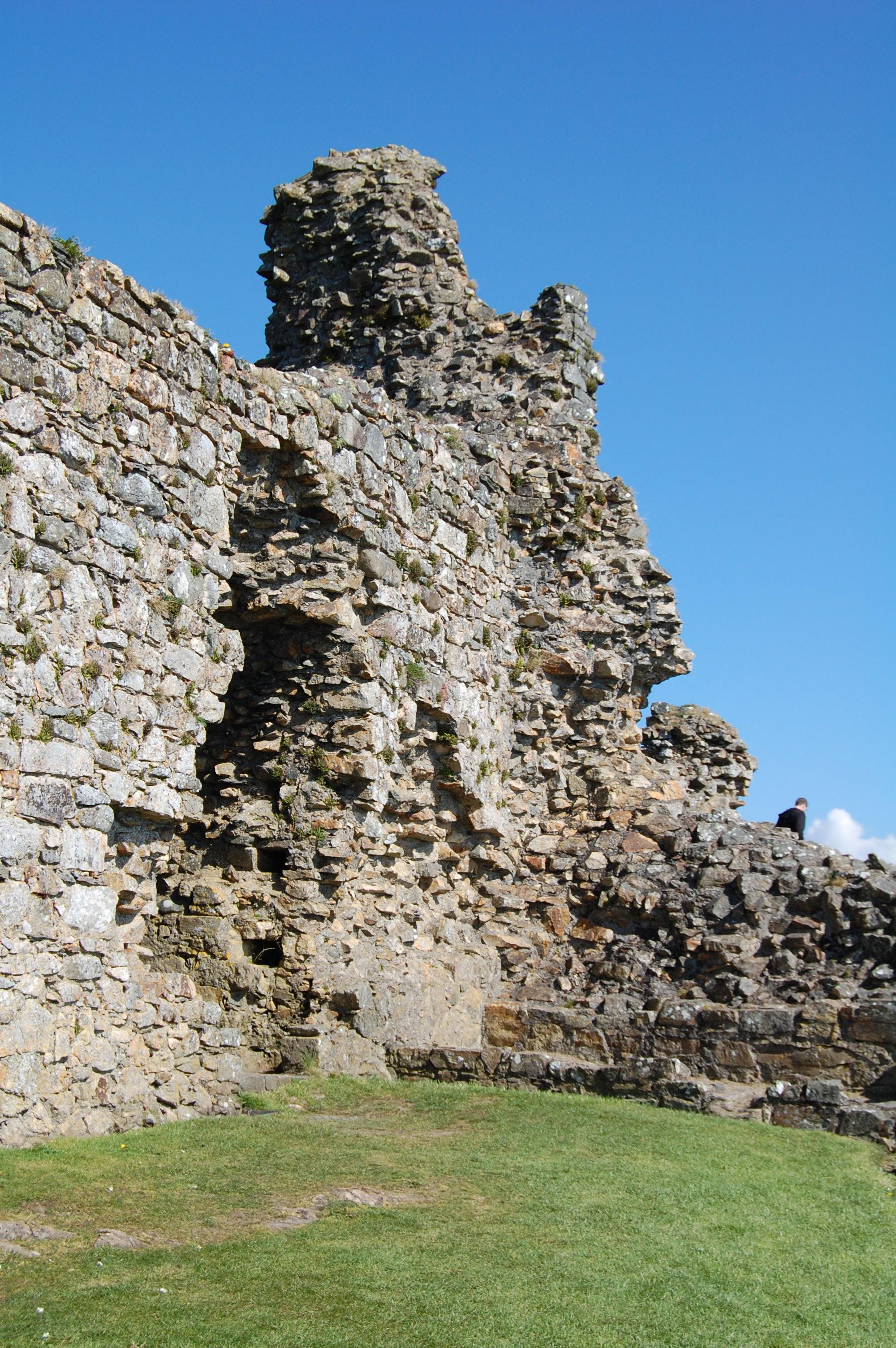
Aspecto parcial do Castelo de Cricieth.

A construção do Castelo de Criccieth começou no início do século XIII a mando de Llywelyn ap Iorwerth de Venedócia, tendo sido continuado pelo seu neto Llywelyn ap Gruffydd, Príncipe de Gales. Devido à sua localização estratégica, foi um ponto fulcral na guerra entre Inglaterra e Gales - acabou por ser capturado por Eduardo I de Inglaterra durante a sua segunda campanha no Norte de Gales (1282-1283).
O elemento mais notável de Criccieth é a sua portaria com torres geminadas, rara entre os castelos de construção galesa. Foi construída por Llywelyn, provavelmente entre 1230 e 1240 e possivelmente copiada dum modelo inglês.
Em 1283, o castelo foi tomado pelo exército de Eduardo I e reconstruido, incluindo a adição duma outra torre à muralha do pátio interior e o reforço da Torre do Mecanismo ("Engine Tower" - agora em ruínas), a qual servia como fundação para uma máquina de cerco.
Em 1294, Madoc ap Llywelyn, primo de Llywelyn ap Gruffydd, começou uma revolta contra o governo inglês que se espalhou rapidamente por Gales. Várias cidades detidas pelos ingleses forma arrasadas e Criccieth, juntamente com o Castelo de Harlech e o Castelo de Aberystwyth, foi sitiado naquele inverno. Os seus residentes sobreviveram até à primavera, quando o castelo foi reabastecido.
O castelo parece ter sido usado como prisão até 1404, quando Owain Glyndŵr capturou o edifício, demolindo as suas muralhas e incendiando-o. Algumas muralhas ainda mostram essas marcas de queimadura.
O Castelo de Criccieth também foi um dos vários locais que o artista romântico William Turner usou para a sua famosa série de pinturas representando marinheiros naufragados.
Actualmente, o castelo é conservado pela Cadw e inclui uma exposição com informação sobre os castelo galeses, e uma outra dedicada a Giraldus Cambrensis.